# ブラス・ロック
ブラス・ロック (英: brass rock) はロックのジャンルの一つ。ロックのアレンジを基調とし、ジャズの要素を加味してトランペットやトロンボーンなどの金管楽器（ブラス）を前面に押し出した音楽性が特徴。1960年代後半から1970年代前半に流行した。代表的なアーティストとしてシカゴ、ブラッド・スウェット・アンド・ティアーズ (BS&T)、チェイスなどが挙げられる。

## 概要
1960年代後半、ロックとジャズの融合が試みられたことで、迫力あるブラス・セクションを導入したロックバンドが現れた。ビッグバンド・ジャズから引き継いだサウンドとシングル向きな楽曲により、シカゴなどがヒットを放った。ホーン・セクションの他に、コンガなどのパーカッションや、ワウ・ペダル（ワウワウ・ギター）などを加えることで、よりブラス・ロックらしいサウンドにするバンドも見られた。なお、ブラス・ロックという呼び方は日本独自のもので、世界では「ジャズ・ロックの一部」として扱われている。チェイスは、トランペット4人編成の変則的なブラス・セクションを用いた。またBS&Tは、ニューヨークを拠点としたブラス・ロック・バンドだった。

## 詳細
ポップスやソウル、R&B、ブルーアイド・ソウルの編曲では、従来からブラスを用いることはよくあったが、あくまでも伴奏の一部という位置付けだった。また、エレキギターをサウンドの主役とするロックの世界では、ブラス・セクションは黒人音楽のイメージが強く、積極的に用いられることが少なかった。だが、シカゴのプロデューサーであったジェイムス・ウィリアム・ガルシオは、バッキンガムズ、シカゴ、BS&Tなど複数のブラス・ロック・グループを担当した。
他にもバッキンガムズ、ライトハウス、テン・ホイールズ・ドライブ、ドリームズ、コールド・ブラッドなどが活躍した。ホーンセクションはR&Bなどの影響がうかがえ、コンガやボンゴなどはラテン音楽からの影響が見られた。
日本の音楽界では1970年前半に、主に歌謡曲のジャンルで筒美京平や馬飼野康二らが、ブラス・ロックを編曲に取り入れた楽曲を発表した。
1979年には日本初と言われるブラス・ロックバンドスペクトラムがデビューした。

## 主な楽曲
シカゴ
- 長い夜（1970年）：25 Or 6 To 4[注 2]
- クエスチョンズ67&68
- ビギニングス
- いったい現実を把握している者はいるだろうか
- 僕らに微笑みを[注 3]（米国では1970年、日本では1972年にヒット）
- サタディ・イン・ザ・パーク（1972年）
- ダイアログ（1972年）
- 俺たちのアメリカ（1972年）
- 愛の絆（1973年）[注 4]
- 君と二人で（1973年）
- 追憶の日々（オールド・デイズ）（1975年）

ブラッド・スウェット・アンド・ティアーズ
- スピニング・ホイール（1969年）
- ユーヴ・メイド・ミー・ソー・ベリー・ハッピー（1969年）

チェイス
- 黒い炎（1971年）

アイズ・オブ・マーチ
- ヴィークル（1970年）

バッキンガムズ
- マーシー・マーシー・マーシー

欧陽菲菲
- 恋の追跡（ラブ・チェイス）

西城秀樹
- 情熱の嵐
- 激しい恋

沢田研二
- 許されない愛

和田アキ子
- 古い日記

スペクトラム
- トマトイッパツ
- サンライズ

## 主なミュージシャン
- シカゴ
- ブラッド・スウェット・アンド・ティアーズ
- アイズ・オブ・マーチ（英語版）
- チェイス
- バッキンガムズ
- ロイ・ウッズ・ビゾ・バンド（英語版）
- ウディ・ハーマン・オーケストラ
- ライトハウス（英語版）
- グラス・ルーツ[注 5]
- ハミルトン、ジョー・フランク&レイノルズ[注 6]
- タワー・オブ・パワー
- C.C.S. - アレクシス・コーナーの1970年代バンド
- ドリームス - ブレッカー兄弟のバンド
- テン・ホイール・ドライブ（英語版）　- マイケル・ゼイガー[注 7]がメンバーだった。
- ザ・モブ
- コールド・ブラッド
- メイナード・ファーガソン
- スペクトラム